# Svenskt Industri- och Handelsmuseum

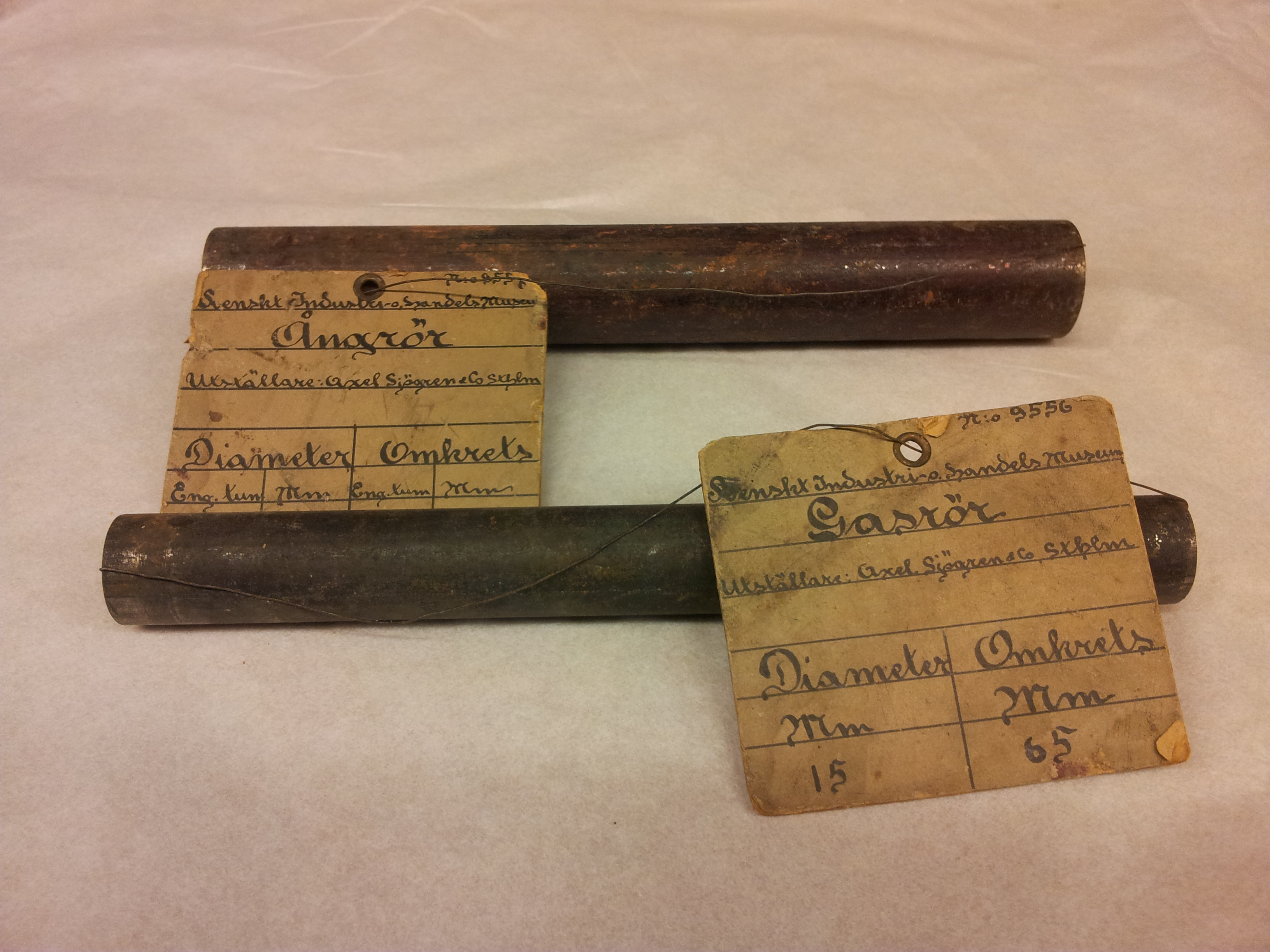
Prov på rörledningar som varit utställda i Svenskt Industri- och Handelsmuseum, tillverkade av Axel Sjögren & Co, Stockholm.

Svenskt Industri- och Handelsmuseum existerade mellan 1896 och 1909 i Stockholm. När det upphörde överlämnades samlingarna till Handelshögskolan i Stockholm.

## Bakgrund
Impulsen till att skapa ett svenskt industri- och handelsmuseum uppstod i samband med världsutställningen i Chicago 1893. I anslutning till denna tillkom några amerikanska handelsmuseer, främst Commercial Museum i Philadelphia vilket öppnade 1897. En annan inspirationskälla var Imperial Institute i London vilket etablerats 1887.
Bland utställarna i Chicago fanns Gustaf de Lavals Ångturbinfabrik. Direktören Reinhold Hörnell, en av Gustaf de Lavals närmaste medarbetare, träffade hösten 1893 svenskamerikanen och trädgårdsmästaren P. S. Peterson, vilken donerade 1 000 dollar för inköp av föremål till det kommande museet. Dessa inköptes i USA för att visas i Industripalatset under våren 1894, i en utställning kallad Rose Hill-utställningen (efter Petersons egendom). Utställningsföremålen såldes senare och intäkterna donerades tillsammans med en del verktyg och redskapsmodeller till Svenskt Industri- och Handelsmuseum.

## Historia
Gustaf de Laval motionerade, i egenskap av ledamot i riksdagens första kammare, i januari 1895 om statsanslag till en permanent utställning där prover på importvaror kunde visas. Avsikten var att stimulera inhemsk tillverkning och ökad företagsamhet i Sverige. Motionen avslogs, museet grundades detta till trots samma höst. För att ha föremål att ställa ut i de första lokalerna vid Birger Jarls basar lät man svenska företag visa sina produkter kostnadsfritt i den svenska avdelningen.  Den utländska avdelningen syftade till att visa importvaror som var nyheter inom industrin och genom att sprida kunskapen uppmuntra till svensk tillverkning.
Den förste intendenten för Svenskt Industri- och Handelsmuseum Martin Ekeberg hade studerat arbetet vid handelsmuseet Imperial Institute i London, vilket blev en förebild för det nya museet. Utställningarna rymde omkring 2 500 föremål. Under museets existens mellan 1895 och 1909 förvärvades 9 732 föremål, varav runt 8 000 samlats fram till 1897.
Tack vare bidrag från Gustaf de Laval kunde museet öppna för allmänheten i Industripalatset vid Karlavägen i december 1896. Hörnell hade våren 1896 förvärvat byggnaden på exekutiv auktion för 150 000 kronor, varefter den moderniserats med värmeledningar, elektrisk belysning, en hörsal för 300 personer samt ett nykterhetskafé. Över museisektionernas dörrar stod deviser som Handelns förkofran ökar landets kraft, En lifskraftig industri ger ära åt fosterlandet, bröd åt dess söner och Snabb samfärdsel är utvecklingens grundval. En återkommande programpunkt var museets populärvetenskapliga föredragsserie med föremålen som illustration. 
Under Allmänna konst- och industriutställningen 1897 kunde besökare färdas mellan Industripalatset och utställningsområdet på Djurgården med hästskjutsar i skytteltrafik. Besökarna och intäkterna räckte dock inte för att täcka driftskostnaderna och museet flyttade i slutet av 1897 på grund av för höga kostnader till Regeringsgatan 40. Mellan 1899 och 1909 var Sveriges Allmänna Handelsförening huvudman för museet. Utställningarna visade produkter ur till exempel svensk sten- och lervaruindustri, järn- och stålvaror respektive kemisk industri. Från år 1900 fick museet ett årligt statsanslag på 8 000 kronor. Museet nådde emellertid inte allmänheten i någon större utsträckning. De flesta besökarna kom från Kungliga Tekniska Högskolan, Tekniska Skolan eller Frans Schartaus Handelsinstitut.
När Handelshögskolan i Stockholm inrättades 1909 övertog denna samlingarna, men det dröjde till 1926 då Handelshögskolan flyttat till Sveavägen 65 innan något av samlingarna åter kunde visas. 

## Bildgalleri

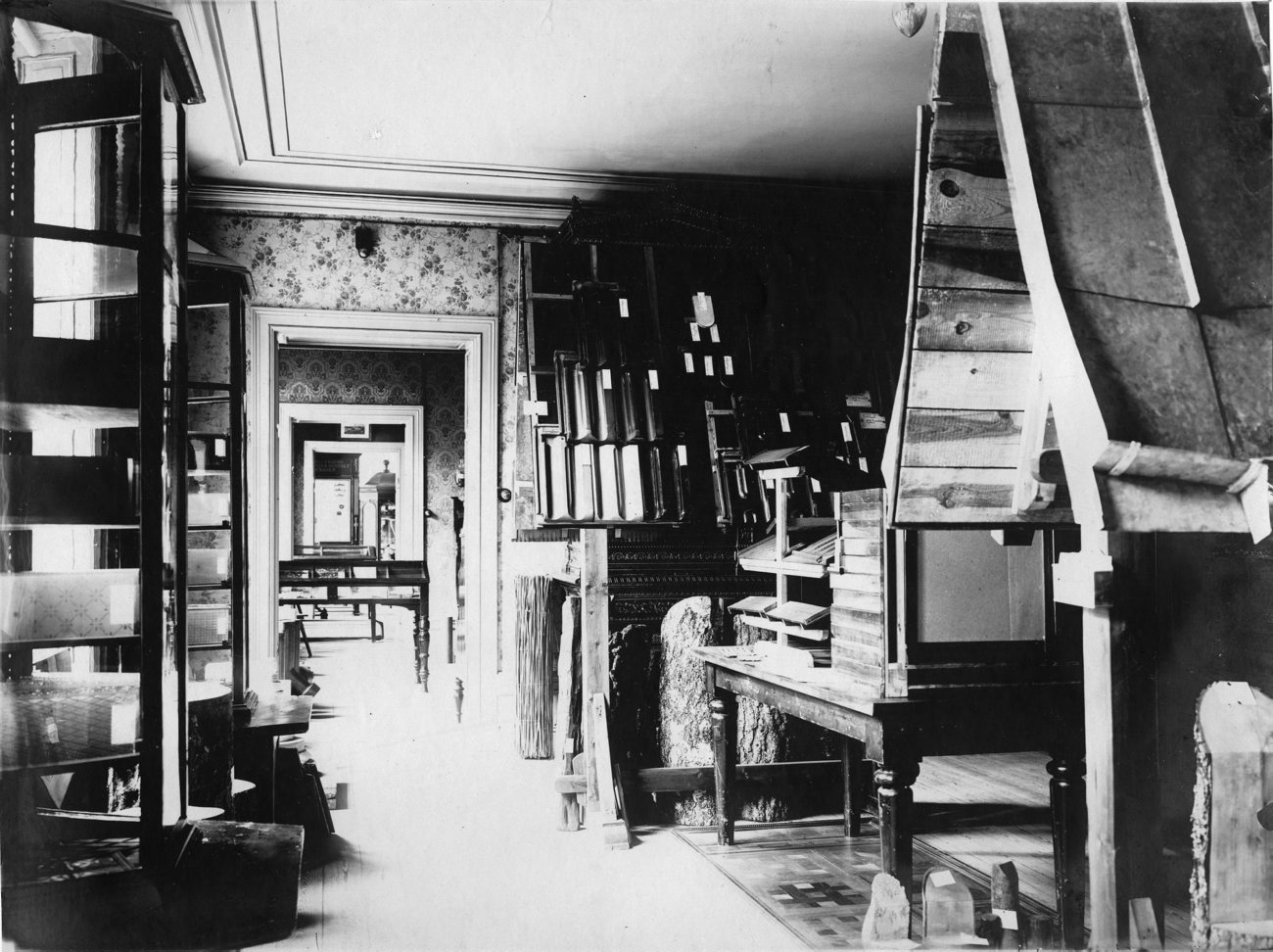
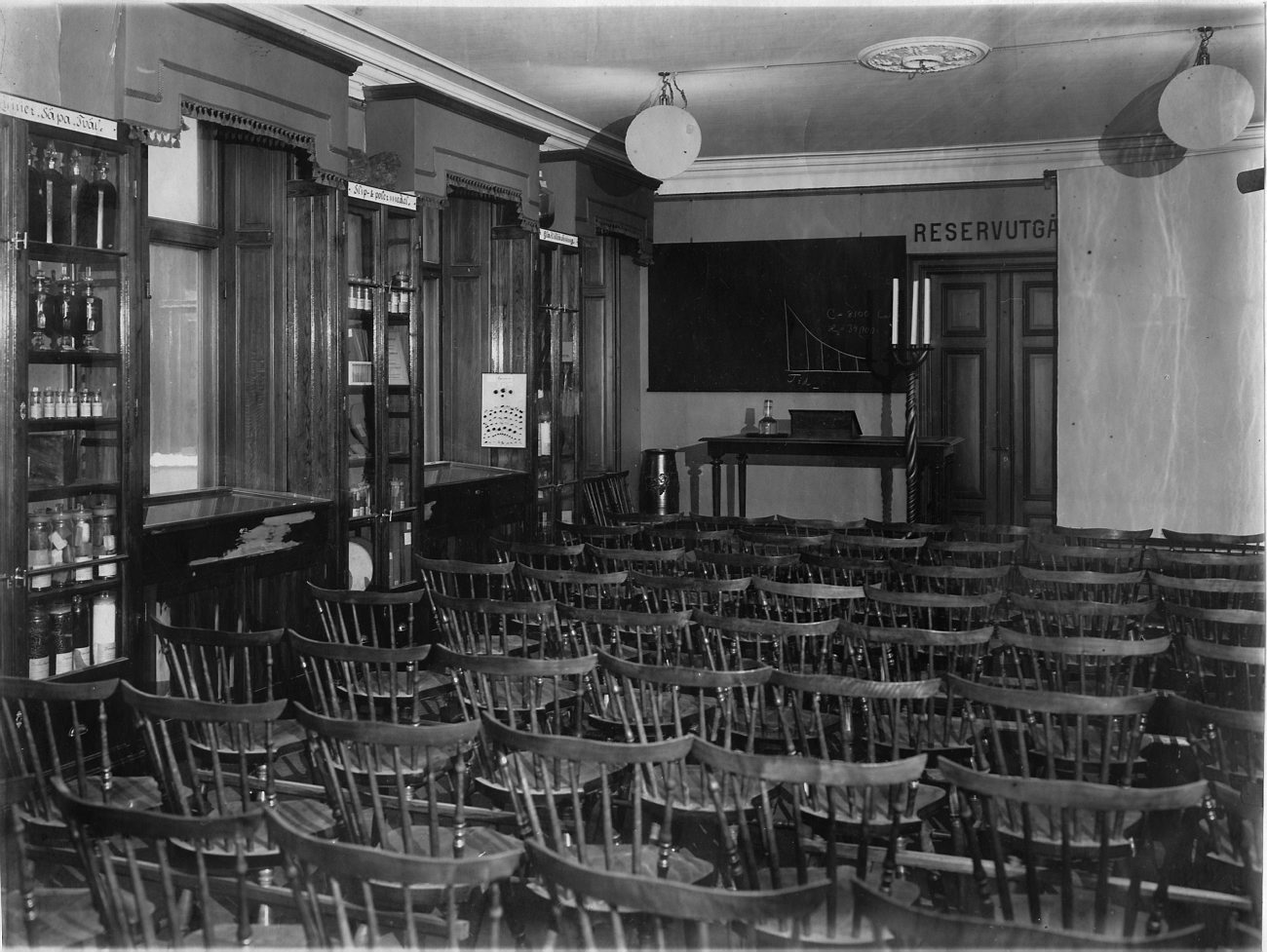
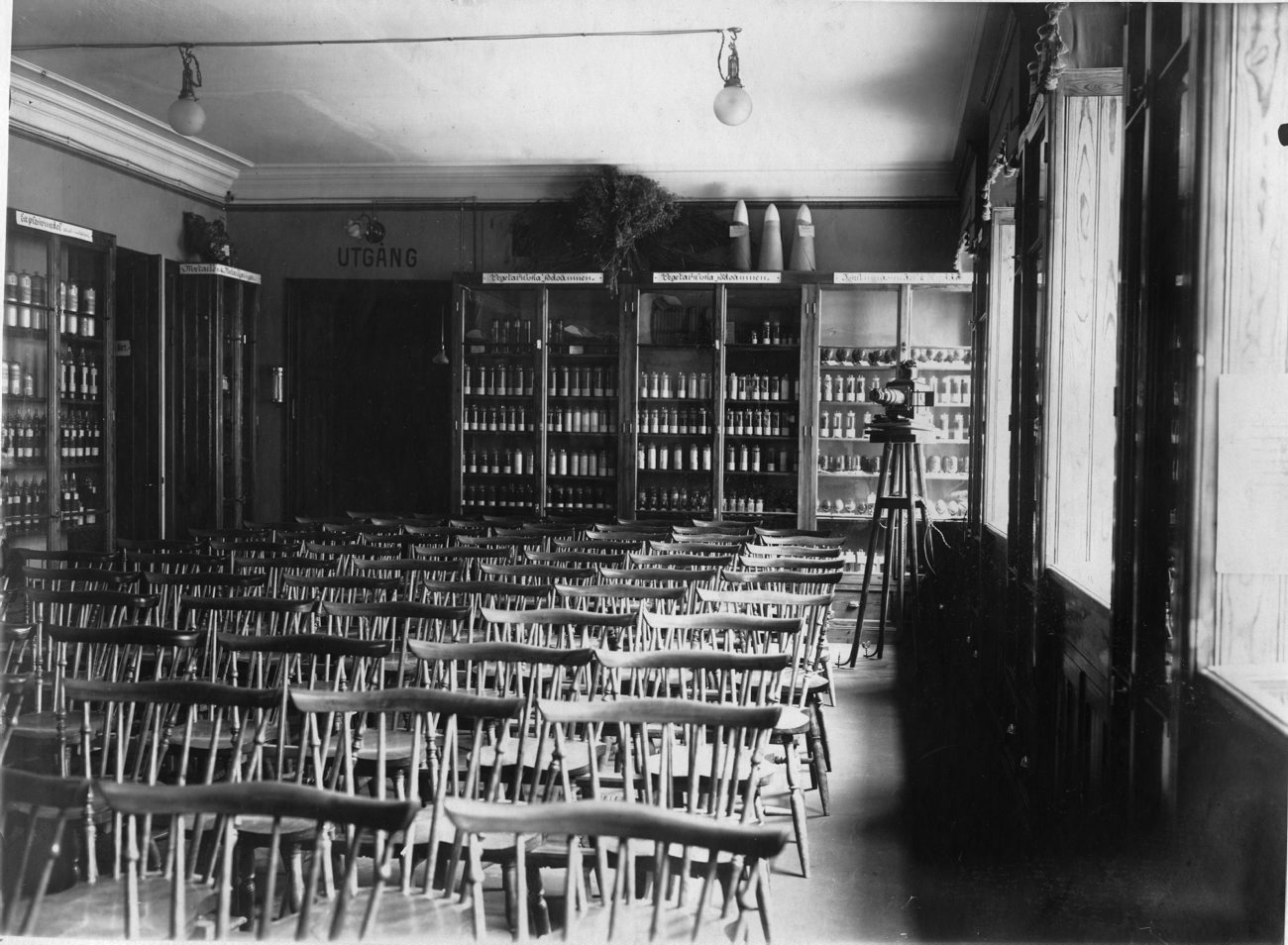
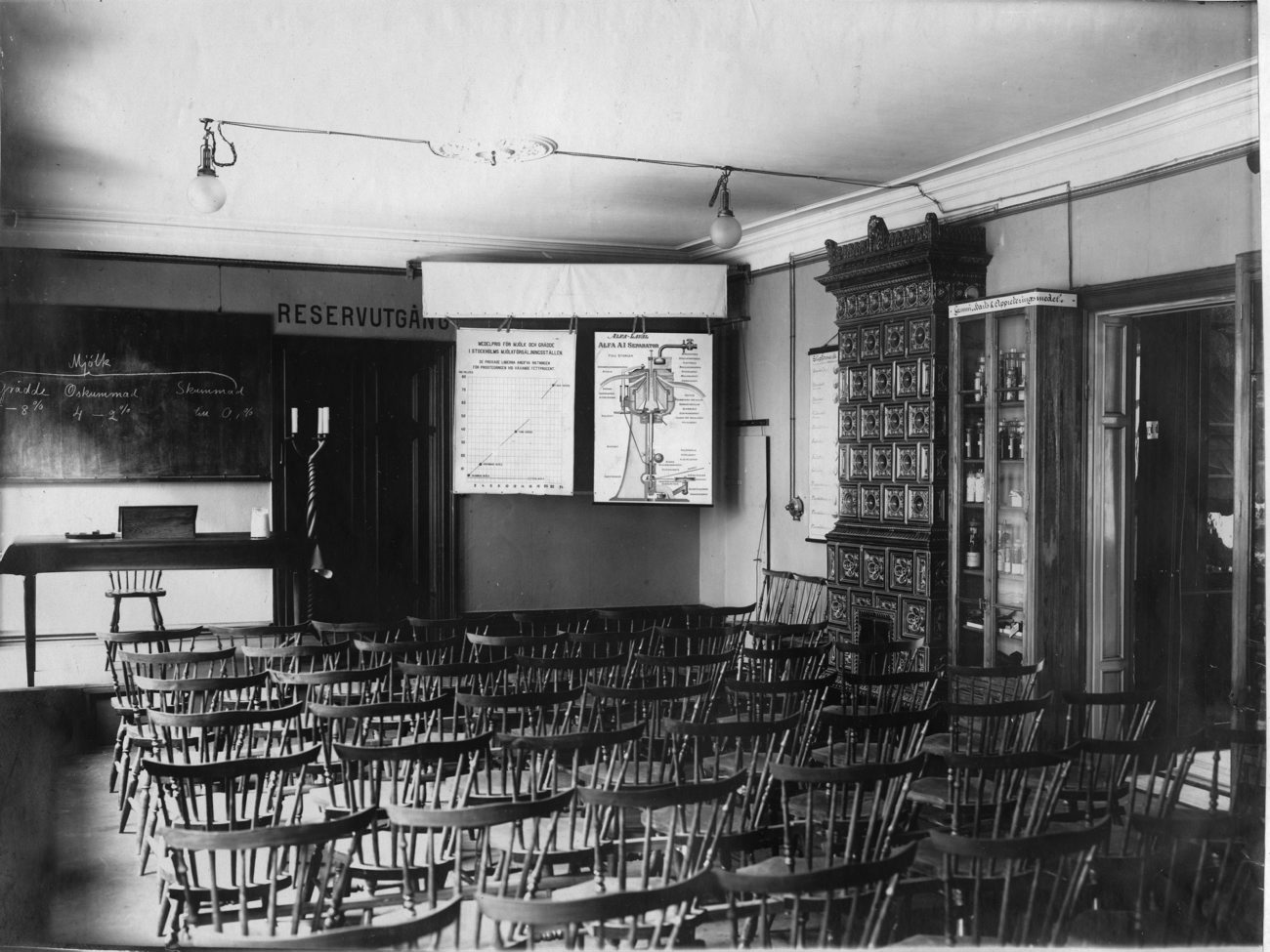
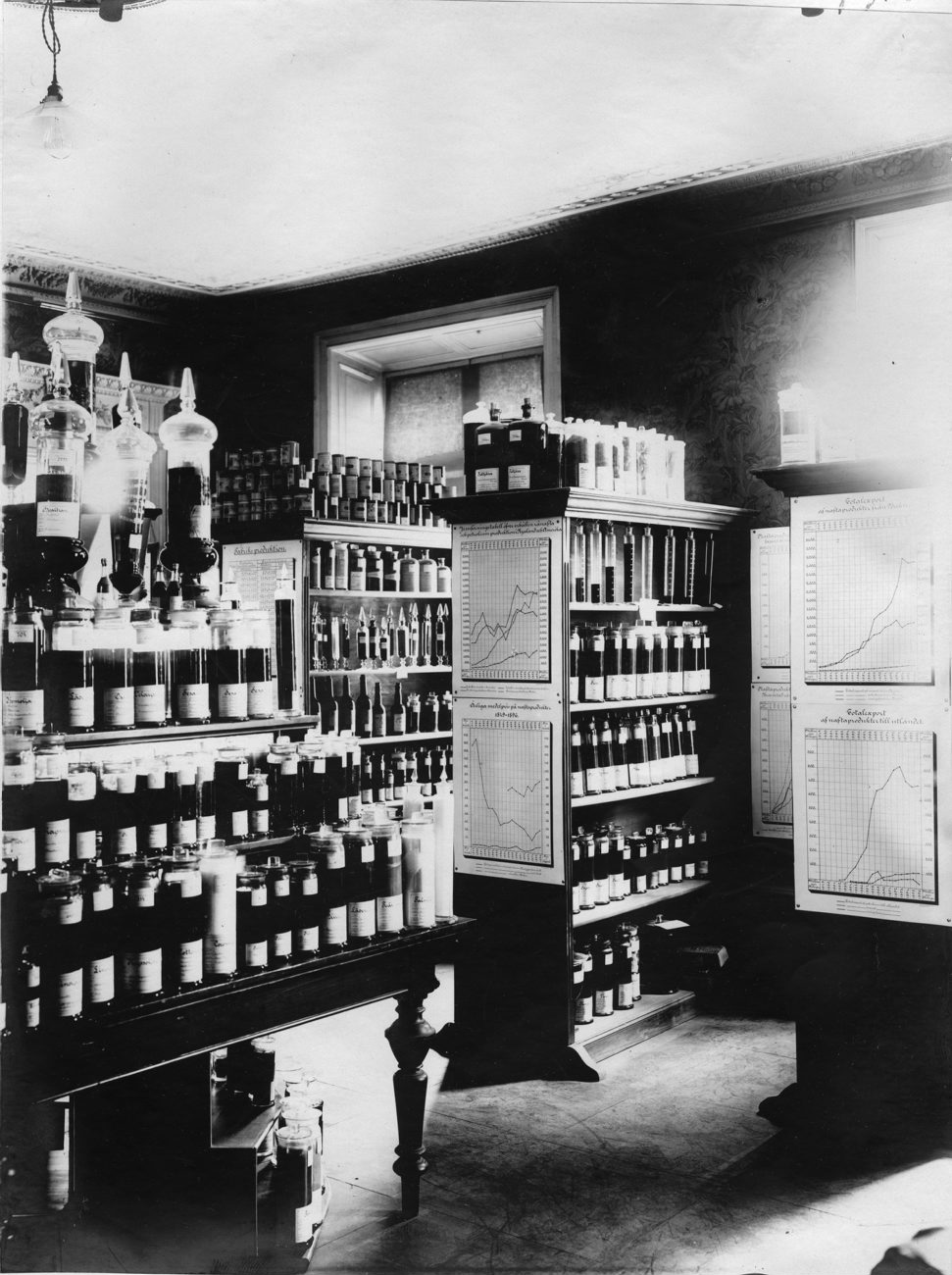
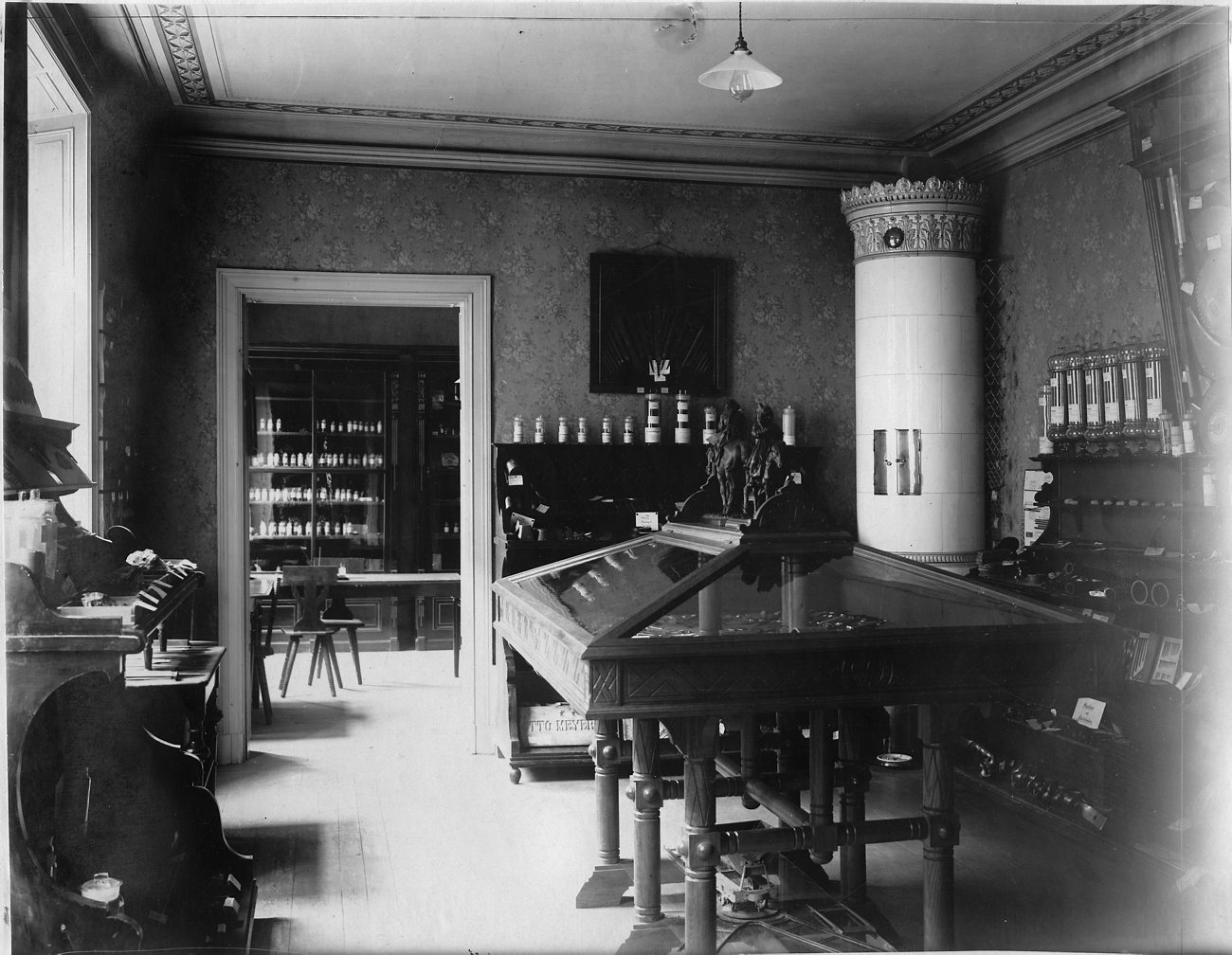
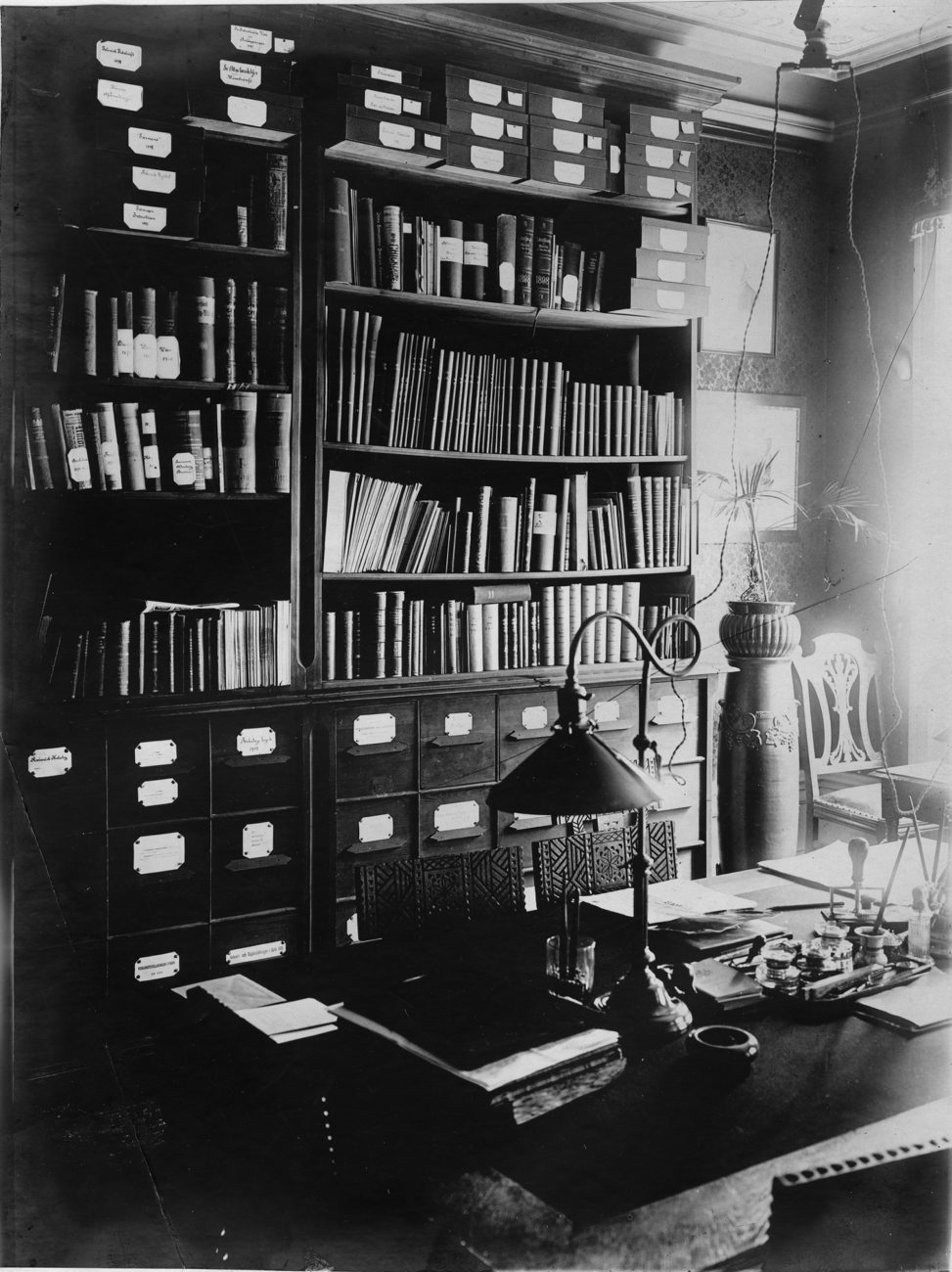
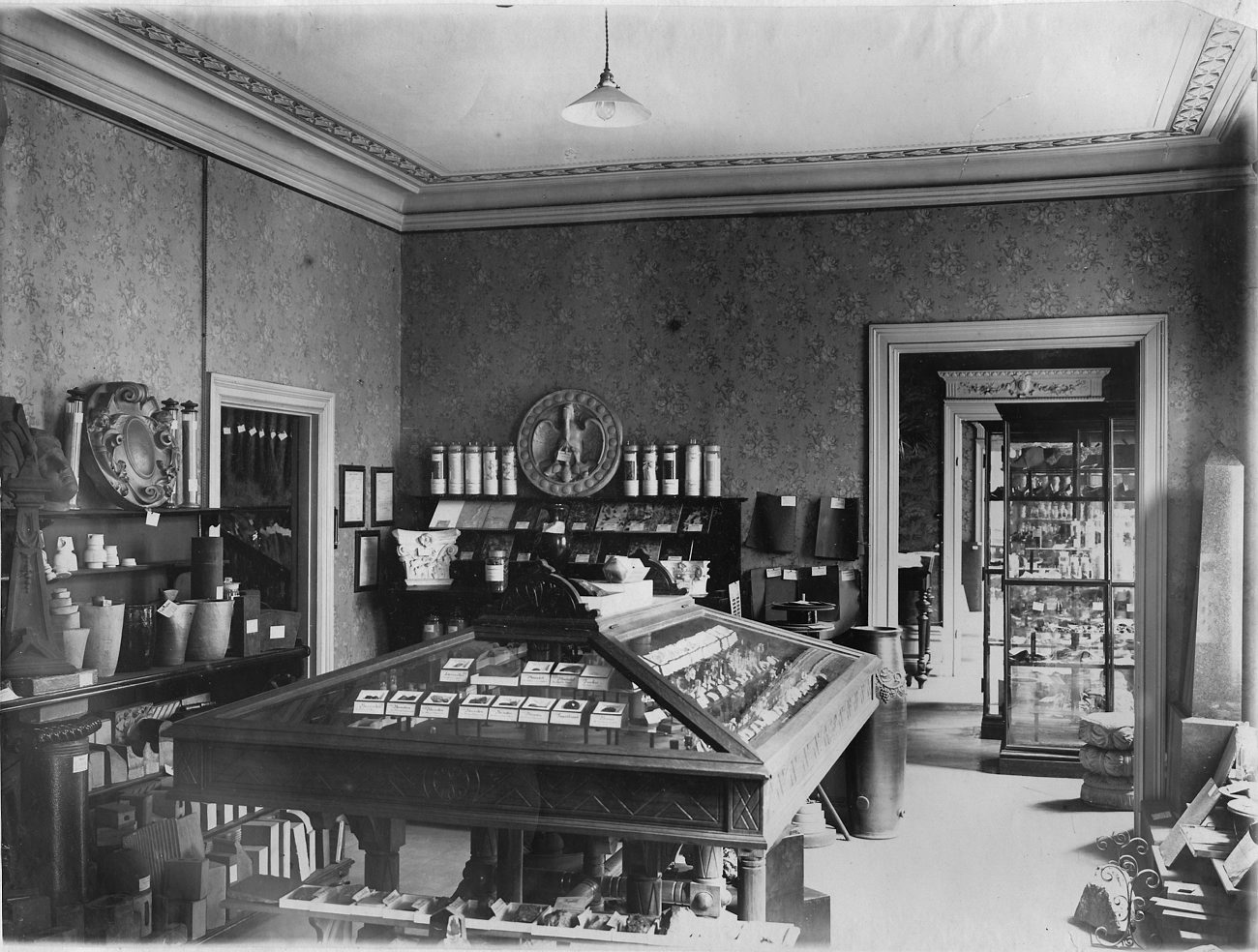
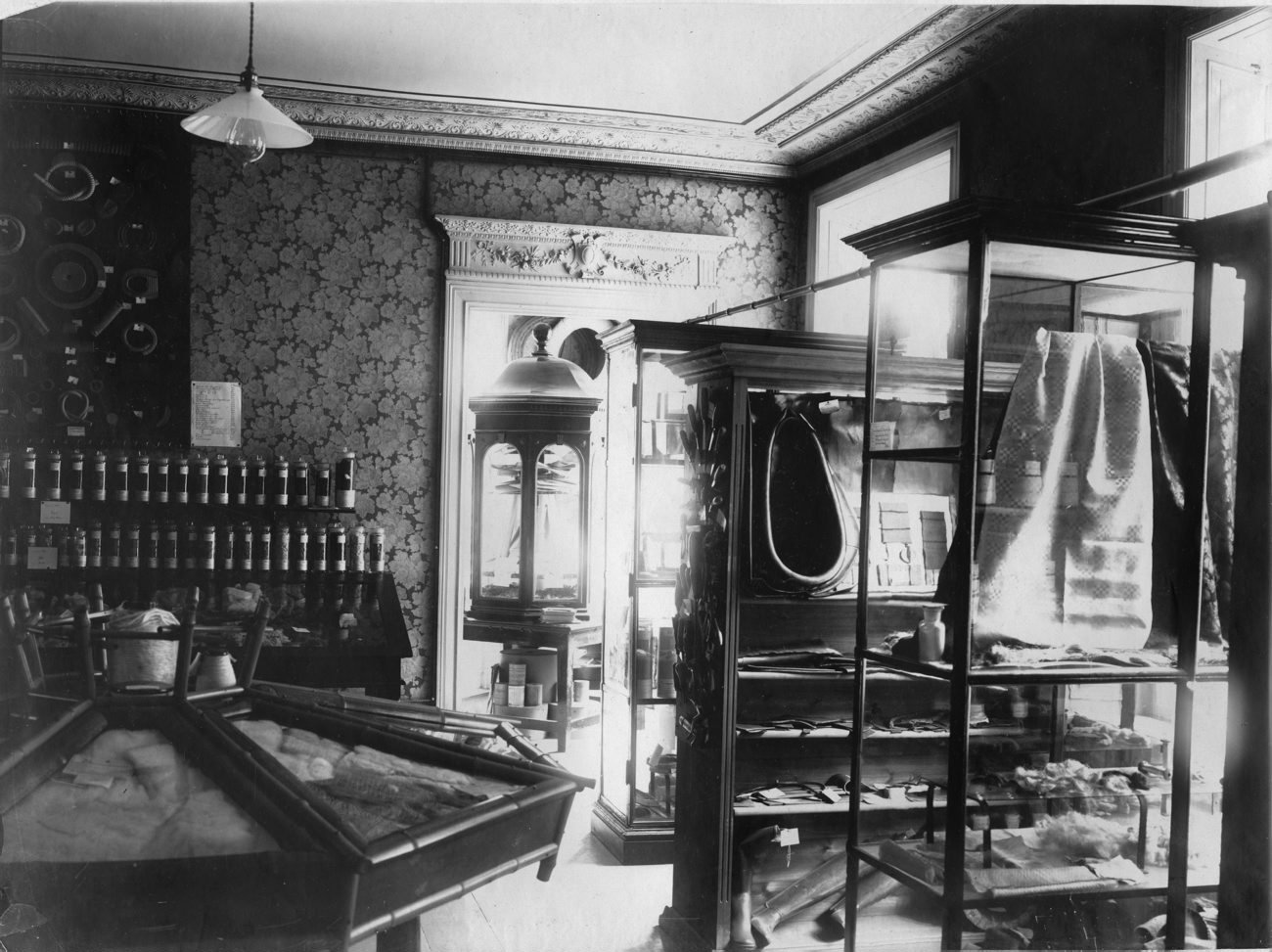
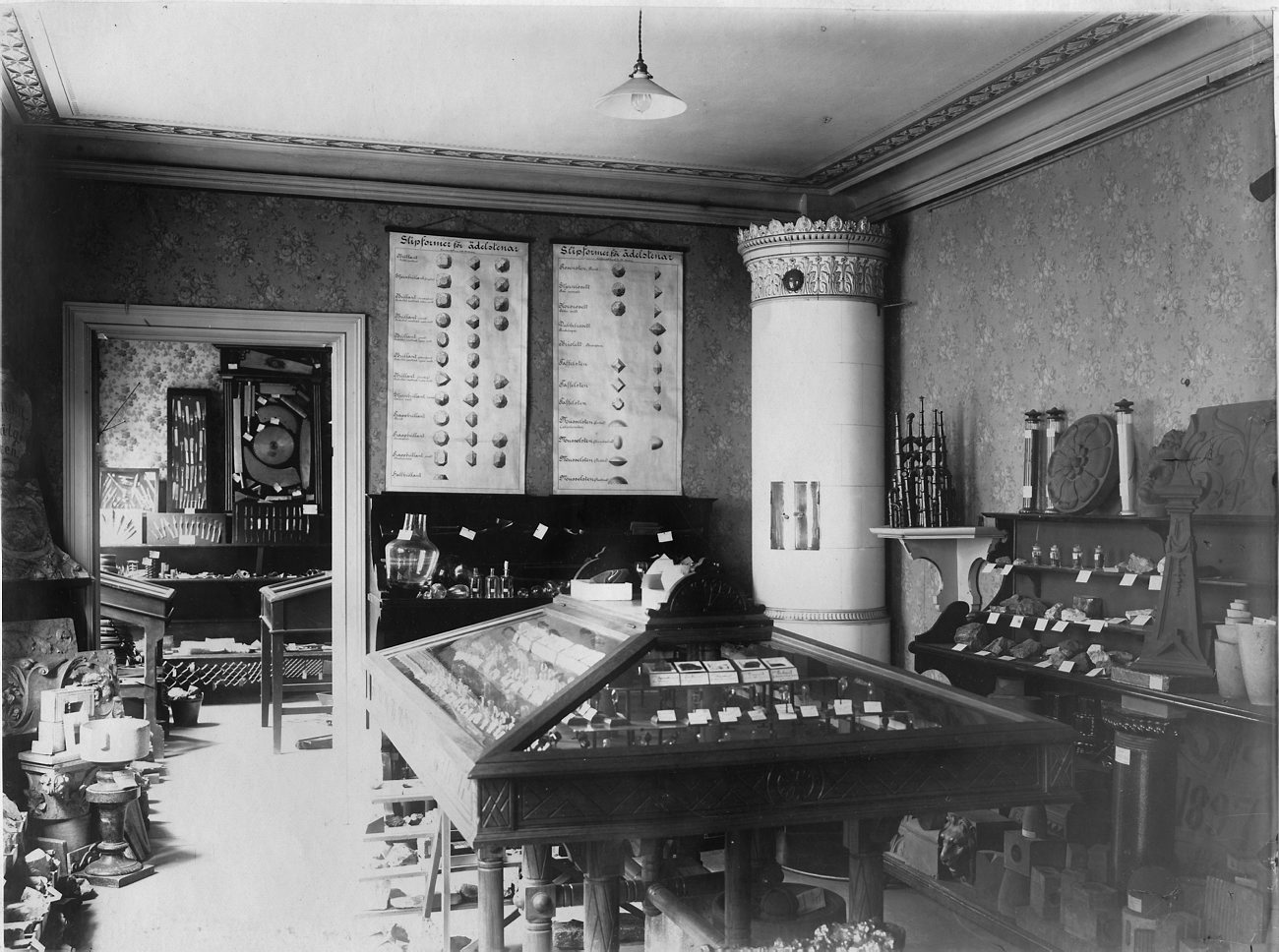